# 黑粉菌纲
黑粉菌纲（学名：Ustilaginomycetes）是担子菌门黑粉菌亚门下的一个纲。这一纲中的真菌是真正意义上的黑粉菌（smut fungi）。它们已知可以寄生于70个属1400个物种上。

## 下属分类
本纲包括以下目：
- Quasiramulariales 
  - Quasiramulariaceae 
    - Quasiramularia I-Chin Wei & R.Kirschner, 2021
      - 层锈菌生似柱隔孢 Quasiramularia phakopsoricola I-Chin Wei & R.Kirschner）
- 条黑粉菌目 Urocystales
- 黑粉菌目 Ustilaginales